# Accademia nazionale d'arte drammatica
L'Accademia nazionale d'arte drammatica "Silvio D'Amico", con sede a Roma, è un istituto universitario di alta formazione artistica, musicale e coreutica per la formazione di attori e registi di teatro. Fu fondata nel 1936 da Silvio D'Amico e a lui intitolata dopo la sua morte, oggi diretta da Daniela Bortignoni.

## Storia

### La fondazione e gli anni del fascismo
L'accademia era stata preceduta dalla Regia scuola di recitazione "Eleonora Duse", a sua volta nata nel 1921 da una costola dell'Accademia Nazionale di Santa Cecilia. Ne erano stati direttori Virginia Marini, Cesare Dondini e infine Franco Liberati. Nel 1935 la scuola venne soppressa, contestualmente alla fondazione dell'accademia, con la direzione di Silvio D'Amico. A partire dal 1941 venne aggiunto tra gli insegnamenti educazione della voce.
Nelle due stagioni a cavallo del passaggio al decennio successivo fu fondata la compagnia dell'accademia, che tuttavia fu ben presto chiusa per contrasti interni. Durante l'occupazione nazista a Roma, il regime tentò di spostare l'accademia a Venezia. Dopo la seconda guerra mondiale, per pochi anni, scenotecnica e storia del costume furono separate. Nel dopoguerra furono aggiunti i corsi di canto corale, in seguito chiamato musica e canto, e poi teoria e canto. 

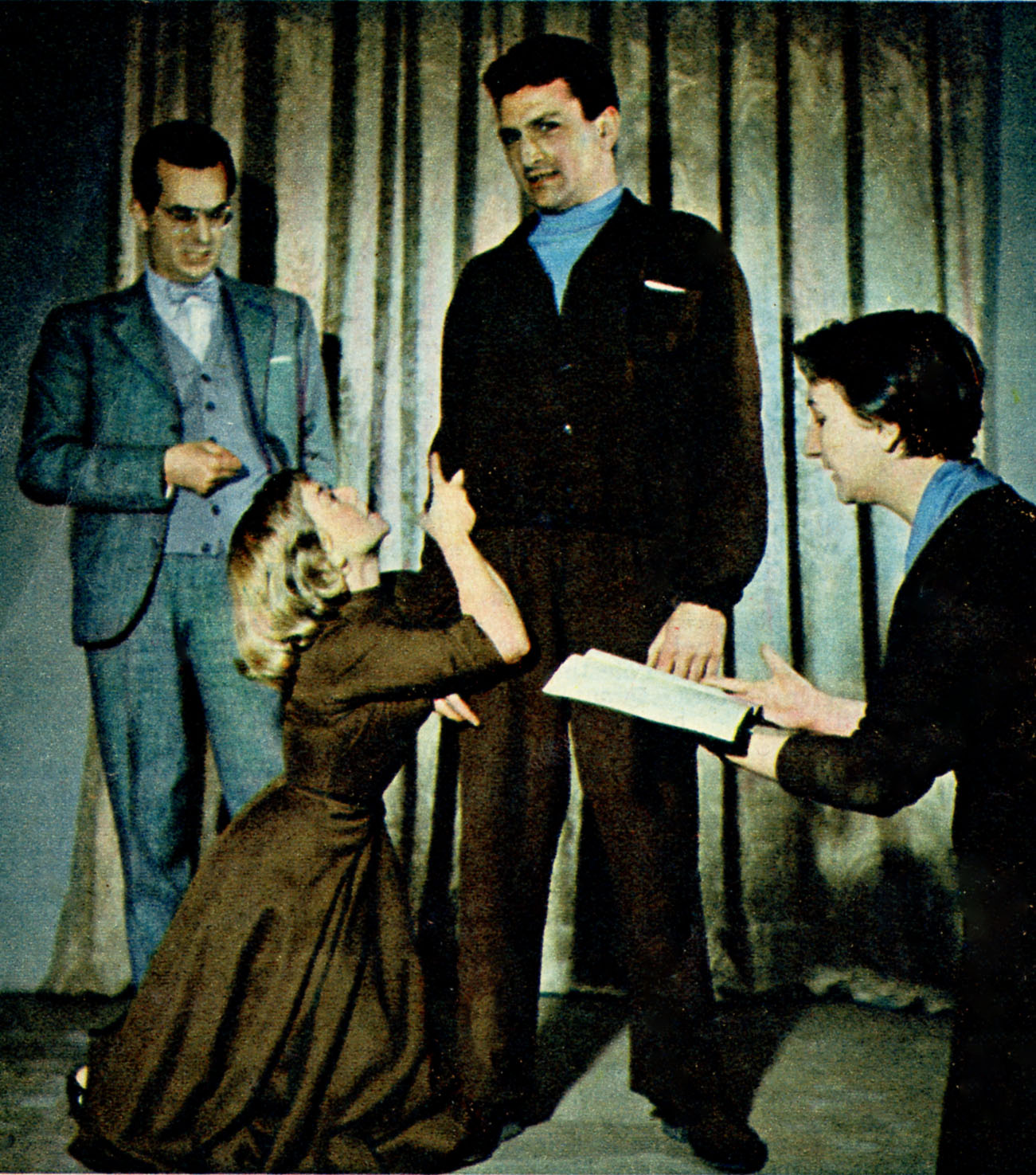
Orazio Costa durante una lezione di recitazione con Gabriella Andreini, Osvaldo Ruggieri e l'allieva regista Vilda Ciurlo (1956)

### Gli anni della contestazione e l'età contemporanea
Negli anni sessanta la scuola si trasferì in via Quattro Fontane. Fu prospettata una fusione con il Centro sperimentale di cinematografia e con l'Accademia nazionale di danza che tuttavia non riuscì. La direzione venne affidata a Renzo Tian, in presenza dei commissari Nicola De Pirro (1963-1966) e Vincenzo Torraca (1967-1970). Nel 1968 l'accademia venne occupata dagli studenti in contestazione. Il corso di "regia" divenne "principi di interpretazione scenica" e poi "teoria di regia". Gli anni settanta si aprirono con un nuovo commissario, Marcello Camilucci, che operò fino al 1978. Nel 1981 la sede venne trasferita in via Bellini, mentre sotto la direzione di Luigi Maria Musati, viene inaugurato un biennio specialistico post-diploma in pedagogia teatrale, poi sospeso con Lorenzo Salveti. Nel 2003 è stato sottoscritto un protocollo di collaborazione con la Scuola nazionale indiana.
Nel 2023, successivamente ai suoi primi mandati, torna ad avere la direzione dell'Accademia Daniela Bortignoni, per il suo terzo mandato.

### Allievi diplomati
Tra gli attori che si sono formati all’Accademia: Anna Magnani, Vittorio Gassman, Nino Manfredi, Tino Buazzelli, Paolo Panelli, Bice Valori, Rossella Falk, Gianrico Tedeschi, Glauco Mauri, Monica Vitti, Ilaria Occhini, Gian Maria Volonté, Umberto Orsini, Roberto Herlitzka, Carlo Cecchi, Giancarlo Giannini, Michele Placido, Remo Girone, Anna Marchesini, Sergio Castellitto, Margaret Mazzantini, Sergio Rubini, Massimo Popolizio, Maria Paiato, Luca Zingaretti, Margherita Buy, Sabina Guzzanti, Alessio Boni, Luigi Lo Cascio, Fabrizio Gifuni, Pierfrancesco Favino, Claudio Gioè, Giovanni Scifoni, Lino Guanciale, Francesco Montanari, Francesco Scianna, Michele Riondino, Luca Marinelli, Silvia D'Amico, Lucrezia Guidone, Fabrizio Falco, Marco Palvetti, Pilar Fogliati, Emanuele Linfatti, Luigi Fedele, Carlo Briani, Loredana Martinez.
Tra i registi: Luigi Squarzina, Giorgio De Lullo, Andrea Camilleri, Luca Ronconi, Mario Missiroli, Carmelo Bene, Gabriele Lavia, Armando Pugliese, Giorgio Barberio Corsetti, Walter Pagliaro, Roberto Pacini, Ferzan Özpetek, Emma Dante, Arturo Cirillo, Massimiliano Civica, Alessandro Marinuzzi.

## Direttori
- Silvio D'Amico (1935-1955)
- Raul Radice[4] (1955-1963)
- Renzo Tian (1963-1974)
- Ruggero Jacobbi (1975-1980)
- Aldo Trionfo (1980-1986)
- Luigi Maria Musati (1986-2012)
- Lorenzo Salveti (2012-2015)
- Daniela Bortignoni (2015-2021)
- Francesco Manetti (2021-2023)
- Daniela Bortignoni (2023 - in corso)